# Chlamydogobius gloveri
Chlamydogobius gloveri es una especie de peces de la familia de los Gobiidae en el orden de los Perciformes.

## Morfología
Los machos pueden llegar a alcanzar los 4,5 cm de longitud total.

## Alimentación
Come algas, aunque los adultos también se nutren de ejemplares jóvenes de su propia especie si tienen la oportunidad.

## Hábitat
Es un pez de Agua dulce, de clima tropical y demersal.

## Distribución geográfica
Se encuentra en Australia: Australia Meridional. 

## Observaciones
Es inofensivo para los humanos. 